# Les Chapardeurs
Les Chapardeurs (titre original : The Borrowers) est une série romanesque de fantasy pour la jeunesse imaginée par l'écrivaine britannique Mary Norton. Le premier tome de la série remporte la médaille Carnegie à sa parution au Royaume-Uni en 1952.

## Présentation
La famille Horloge (Clock) est une famille de chapardeurs : de toutes petites personnes qui vivent en cachette dans les maisons et font leur vie en piquant des choses aux grands humains.

### Éditions françaises
Le premier tome a été traduit en 1957 par Anne Green et paraît chez Plon. La série complète en langue française est ensuite publiée par L'École des loisirs entre 1979 et 1984, dans une traduction par Catherine Chaine. Les tomes sont traduits à nouveau à partir de 2024 par Magali Mangin chez Ynnis Éditions.

## Adaptations
La série des Chapardeurs a fait l'objet de plusieurs adaptations à la télévision et au cinéma. 
- The Borrowers en 1973 : une première adaptation en téléfilm est réalisée par Walter C. Miller et écrite par Jay Presson Allen dans le cadre du programme Hallmark Hall of Fame, et diffusée en décembre 1973 sur la chaîne américaine NBC[6]. Eddie Albert, Tammy Grimes et Karen Pearson incarnent les chapardeurs et Dennis Larson le jeune garçon.

- The Borrowers en 1992 et The Return of the Borrowers en 1993 : une adaptation en série télévisée répartie en deux saisons de six épisodes est réalisée par John Henderson et scénarisée par Richard Carpenter pour la chaîne britannique BBC. Les chapardeurs sont interprétés par Ian Holm, Penelope Wilton et Rebecca Callard (en) et le garçon par Paul Cross.

- Le Petit Monde des Borrowers (The Borrowers) en 1997 : un long-métrage est réalisé par Peter Hewitt sur un scénario de Gavin Scott et John Kamps. Jim Broadbent, Celia Imrie, Flora Newbigin et Tom Felton y jouent les chapardeurs, et Bradley Pierce y est le garçon.

- Arrietty : Le Petit Monde des Chapardeurs (Karigurashi no Arietti) en 2010 : le studio d’animation japonais Ghibli s'intéresse aux chapardeurs et produit un long-métrage d'animation librement inspiré du premier tome, écrit par Hayao Miyazaki et Keiko Niwa et réalisé par Hiromasa Yonebayashi. Le film sort sur les écrans au Japon en juillet 2010 et en France en janvier 2011. Mirai Shida donne sa voix à la chapardeuse Arrietty et Ryunosuke Kamiki au garçon.
  - Le film est à son tour adapté en quatre tomes de mangas, publiés par Tokuma Shoten[7].

- Le Mini Noël des Borrowers (The Borrowers) en 2011 : la BBC produit un téléfilm réalisé par Tom Harper et écrit par Ben Vanstone. Christopher Eccleston, Sharon Horgan et Aisling Loftus sont les chapardeurs, Charlie Hiscock le garçon.

- Les Borrowers (en préparation) : le studio d’animation français Blue Spirit prépare une nouvelle adaptation sous la forme d’une série animée pour la télévision composée de 52 épisodes[8].

De multiples adaptations théâtrales ont également vu le jour.